# 胡其昭
胡其昭（西班牙語：Vicente Huarte San Martín，1877年4月9日—1935年8月23日），是天主教西班牙籍主教及耶穌會會士。曾任蕪湖宗座代牧(1922年-1935年)。

## 生平
胡其昭出生於1877年4月9日在西班牙納瓦拉市鎮萊特薩。1893年，15歲時入耶穌會。1908年7月30日，他31歲時晉鐸，並赴中國傳教。
1922年4月26日，胡其昭45歲時獲時任教宗庇護十一世任命為安徽宗座代牧區首任宗座代牧，領銜雷賽納教區主教 。同年9月24日，由南京宗座代牧姚宗李主禮，九江宗座代牧樊體愛和直隸東南宗座代牧劉欽明共祭祝聖就任 。1924年12月3日，安徽宗座代牧區易名為稱蕪湖宗座代牧區。
1935年8月23日，胡其昭在中華民國安徽省蕪湖市去世，年58歲。